# جوني موريس (ممثل)
جوني موريس (بالإنجليزية: Johnnie Morris)‏ هو ممثل أمريكي، ولد في 15 يونيو 1887 بنيويورك في الولايات المتحدة، وتوفي في 1969.

## وصلات خارجية
- جوني موريس على موقع IMDb (الإنجليزية)
- جوني موريس على موقع قاعدة بيانات الفيلم (الإنجليزية)